# Senj
Senj este un oraș în cantonul Lika-Senj, Croația, având o populație de 7.182 de locuitori (2011).

## Demografie
Componența etnică a orașului Senj
     Croați (97,06%)
     Necunoscut (0,28%)
     Neclasificat (2,26%)
Componența confesională a orașului Senj
     Catolici (94,97%)
     Fără religie și atei (2,13%)
     Necunoscută (1,14%)
     Alte religii (1,74%)
Conform recensământului din 2011, orașul Senj avea 7.182 de locuitori. Din punct de vedere etnic, majoritatea locuitorilor (97,06%) erau croați. Apartenența etnică nu este cunoscută în cazul a 0,28% din locuitori. Din punct de vedere confesional, majoritatea locuitorilor (94,97%) erau catolici, cu o minoritate de persoane fără religie și atei (2,13%). Pentru 1,14% din locuitori nu este cunoscută apartenența confesională.

## Orașe înfrățite–orașe gemene
Este înfrățit cu:

Kőszeg
Vratimov
Wieluń
Sorbiers
Senec
Parndorf[*]
Vrbovec  